# Dicheirinia manaosensis
Dicheirinia manaosensis är en svampart som först beskrevs av Henn., och fick sitt nu gällande namn av George Baker Cummins 1935. Dicheirinia manaosensis ingår i släktet Dicheirinia och familjen Raveneliaceae.   Inga underarter finns listade i Catalogue of Life.